# Grand Unification
Grand Unification è il primo album in studio del gruppo musicale britannico Fightstar, pubblicato nel 2006.
Può essere considerato un concept album incentrato sull'anime giapponese Neon Genesis Evangelion.

## Tracce
1. To Sleep – 1:36
2. Grand Unification Part 1 – 3:17
3. Waste a Moment – 3:37
4. Sleep Well Tonight – 4:13
5. Paint Your Target – 3:16
6. Build an Army – 4:13
7. Here Again (Last Conversation) – 3:14
8. Lost Like Tears in Rain – 4:01
9. Open Your Eyes – 4:00
10. Mono – 6:24
11. Hazy Eyes – 3:15
12. Grand Unification Pt II (feat. voce narrante di Larry Smarr) – 3:56
13. Wake Up – 4:36

## Formazione
- Charlie Simpson - voce, chitarra, tastiere
- Alex Westaway - chitarra, voce
- Dan Haigh - basso
- Omar Abidi - batteria, percussioni